# Colossendeis tortipalpis
Colossendeis tortipalpis is een zeespin uit de familie Colossendeidae. De soort behoort tot het geslacht Colossendeis. Colossendeis tortipalpis werd in 1932 voor het eerst wetenschappelijk beschreven door Gordon. 